# Tour Fromage
Der Tour Fromage (lateinisch Torre Casei) ist ein Turm in der Stadt Aosta im Aostatal.

## Geschichte

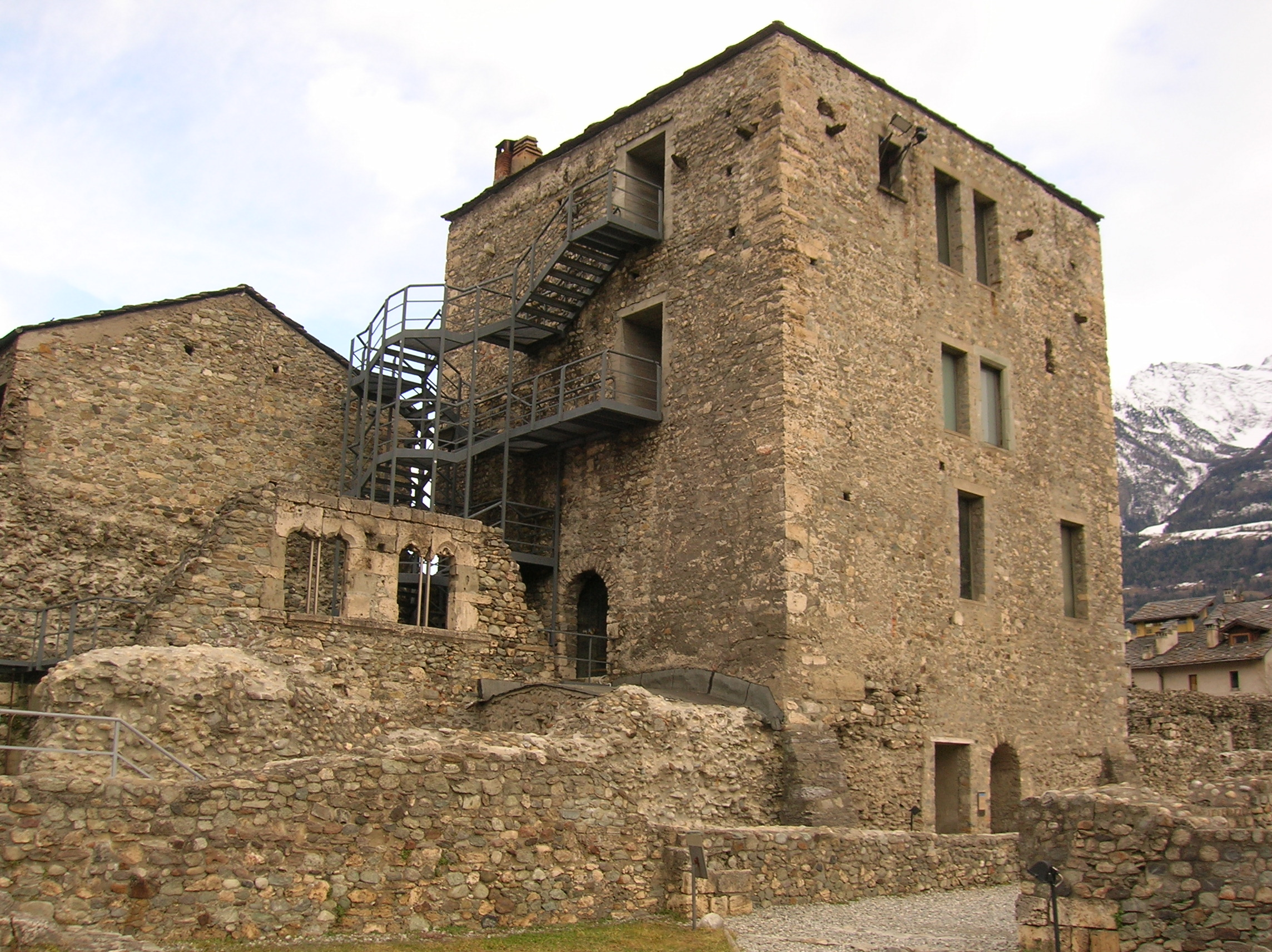
Nordwestseite des Turms

Der Turm, der seinen Namen der Familie Du Fromage (oder Casei), Vasallen der de la Porte Saint-Ours und Lehensnehmer des Bischofs von Aosta, verdankt, wurde im 12. Jahrhundert auf der Ostseite der Stadtmauer, in unmittelbarer Nachbarschaft des römischen Theaters errichtet. Ein Dokument von 1191, mit dem Herzog Thomas I. von Savoyen den Turm an Bischof Walbert zurückgibt, nennt ihn „Casamentum Excusatum“. Ein weiteres Dokument von 1253 bezeugt, dass Jean de Casei von Jacques de Quart autorisiert wurde, dem Bischof die feudale Hommage für den Besitz des Turms zu erweisen.
Im 15. Jahrhundert heiratete Jeannette du Fromage, die letzte Erbin der Casei-Familie, Claude Vaudan und damit wurde der Turm Eigentum der Familie Vaudan. Zu den Anekdoten, die sich um den Turm ranken, zählt, dass dort 1549 ein offizielles Essen zu Ehren von Ferrante I. Gonzaga, Gouverneur von Mailand, der im Auftrag von Karl V. auf einer Mission ins Aostatal war, stattgefunden haben soll.
Das Gebäude gehört heute der Region Aostatal und seit 1975 finden dort gelegentlich temporäre Ausstellungen statt.

## Beschreibung
Der mittelalterliche Burg-Turm, der sich auf eine Unterstützungsmauer der Schanze im Nordosten auf die Stadtmauer von Aosta stützt, gegenüber dem Hôtel de la Monnaie und in der Nähe des Maison Tollen liegt, ist in gutem Erhaltungszustand und integraler Teil des Ausgrabungsfeldes des römischen Theaters von Aosta, auch wenn dieses aus römischer Zeit stammt.
Das Gebäude mit quadratischem Grundriss hat heute drei Stockwerke, wurde aber im Laufe der Jahrhunderte mehrfach umgebaut, erweitert und restauriert. Erst Mitte des 20. Jahrhunderts wurden einige an den Turm angebaute Gebäude abgerissen und so kann man den Blick auf das gesamte Gebäude genießen.